# Tennie

Tennie este o comună în departamentul Sarthe, Franța. În 2009 avea o populație de 1,023 de locuitori.